# 吕纳 (多尔多涅省)
吕纳（法語：Lunas）是法国多尔多涅省的一个市镇，属于贝尔热拉克区（Bergerac）拉福尔克县（La Force）。该市镇总面积16.87平方公里，2009年时的人口为351人。

## 人口
吕纳人口变化图示